# Contarinia brizae
Contarinia brizae är en tvåvingeart som beskrevs av Jean-Jacques Kieffer 1896. Contarinia brizae ingår i släktet Contarinia och familjen gallmyggor. Inga underarter finns listade i Catalogue of Life.